# Synanthedon nautica
Synanthedon nautica is een vlinder uit de familie wespvlinders (Sesiidae), onderfamilie Sesiinae.
Synanthedon nautica is voor het eerst wetenschappelijk beschreven door Meyrick in 1932. De soort komt voor in het Oriëntaals gebied.